# Robert Andrews Millikan
Robert Andrews Millikan (Morrison, 22 de março de 1868 — San Marino, 19 de dezembro de 1953) foi um físico experimental estadunidense.

## Carreira
Milikan foi o primeiro cientista a determinar o valor da carga do elétron através da experiência da gota de óleo, que por meio de gotículas de óleo o possibilitou chegar a este valor até hoje adotado. Recebeu o Nobel de Física de 1923, por trabalhos sobre cargas elétricas elementares e o efeito fotoeléctrico. Como presidente do Conselho Executivo do Instituto de Tecnologia da Califórnia (o órgão dirigente da escola na época) de 1921 até sua aposentadoria em 1945, Millikan ajudou a transformar a escola em uma das principais instituições de pesquisa nos Estados Unidos. Ele também atuou no conselho de curadores do Science Service, atualmente conhecido como Society for Science & the Public, de 1921 a 1953.

## Publicações

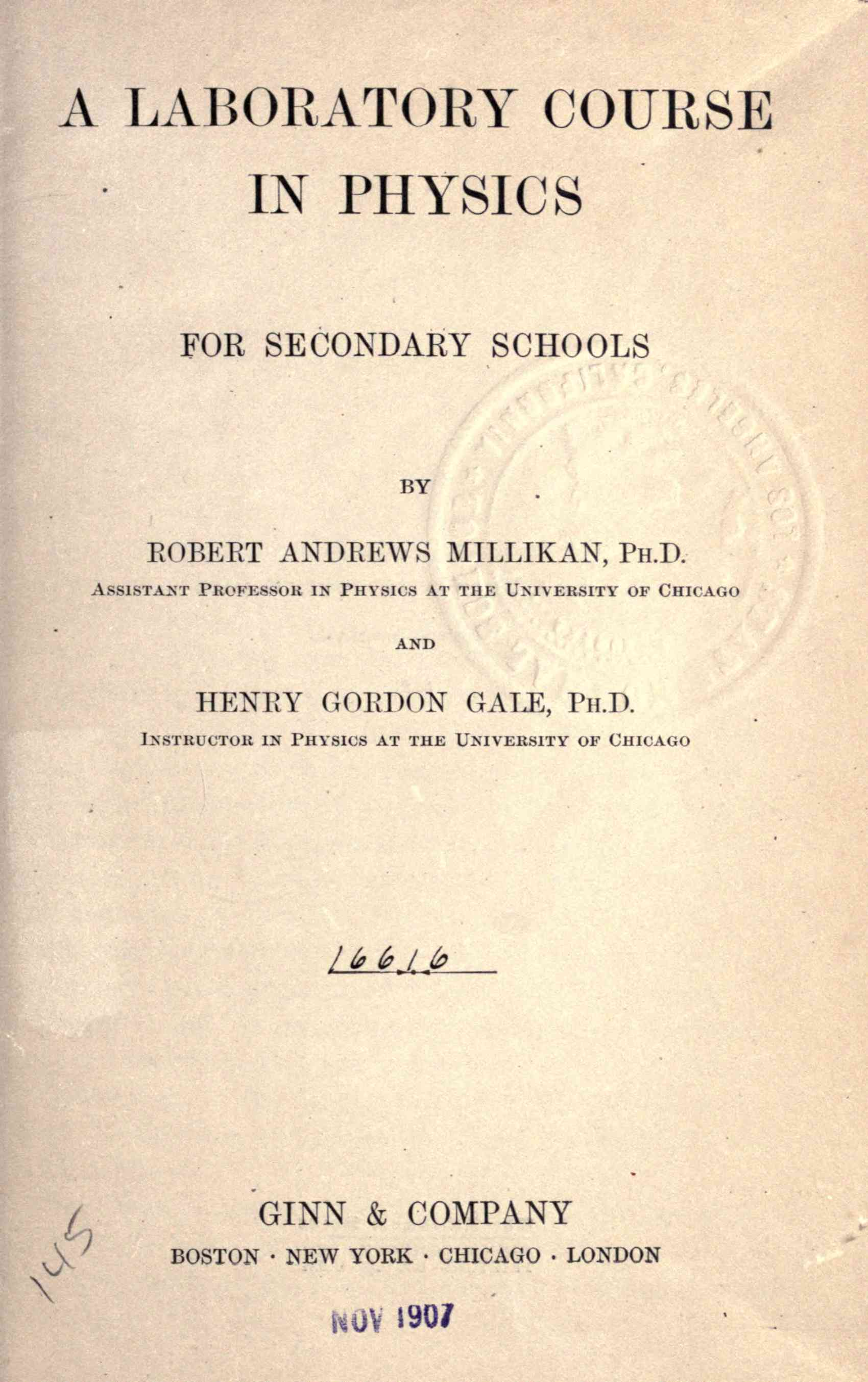
Laboratory course in physics for secondary schools, 1906

- Millikan, Robert Andrews (1906). Laboratory course in physics for secondary schools (em inglês). Boston: Ginn
- Millikan, Robert Andrews (1922). Practical physics (em inglês). Boston: Ginn
- Goodstein, D., "In defense of Robert Andrews Millikan", Engineering and Science, 2000. No 4, pp30–38 (pdf).
- Millikan, R A (1950). The Autobiography of Robert Millikan
- Millikan, Robert Andrews (1917). The Electron: Its Isolation and Measurements and the Determination of Some of its Properties. The University of Chicago Press.
- Nobel Lectures, "Robert A. Millikan – Nobel Biography". Elsevier Publishing Company, Amsterdam.
- Segerstråle, U (1995) Good to the last drop? Millikan stories as "canned" pedagogy, Science and Engineering Ethics vol 1, pp197–214
- Robert Andrews Millikan "Robert A. Millikan – Nobel Biography".
- The NIST Reference on Constants, Units, and Uncertainty
- Kevles, Daniel A (1979). «Robert A. Millikan». Scientific American. 240 (1): 142–151. Bibcode:1979SciAm.240a.142K. doi:10.1038/scientificamerican0179-142
- Kargon, Robert H (1977). «The Conservative Mode: Robert A. Millikan and the Twentieth-Century Revolution in Physics». Isis. 68 (4): 509–526. JSTOR 230006. doi:10.1086/351871
- Kargon, Robert H (1982). The rise of Robert Millikan: portrait of a life in American science. Ithaca: Cornell University Press.

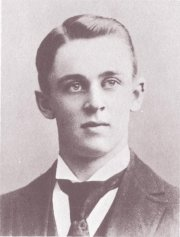
Robert Andrews Millikan em 1891